# Đumezlije
Đumezlije (szerbül: Ђумезлије) falu Bosznia-Hercegovinában, Bosanska krajina területén, a Szerb Köztársaságban, Jezero községben.

## Fekvése
Bosznia-Hercegovina közép-nyugati részén, Banja Lukától légvonalban 47, közúton 70 km-re délre, községközpontjától légvonalban 2, közúton 3 km-re északnyugatra, a Pliva bal oldali mellékvize, a Jošavka jobb partján található. Tengerszint feletti magassága 450-től 1000 méterig tart, mert határa a Jošavka völgyéből a Ladina magaslataira húzódik fel.

## Népessége
| Nemzetiségi csoport | Népesség 1991 | Népesség 2013 |
| ------------------- | ------------- | ------------- |
| Szerb               | 39            | 33            |
| Bosnyák             | 52            | 32            |
| Horvát              | 1             | 1             |
| Jugoszláv           | 0             | 0             |
| Egyéb               | 0             | 0             |
| Összesen            | 92            | 66            |

## Története
A település 1878-ig tartozott az Oszmán Birodalomhoz, majd az Osztrák-Magyar Monarchia része lett. 1879-ben az első osztrák-magyar népszámlálás során Jezero község része volt. 14 házat és 93 muszlim lakost számláltak a településen. 1910-ben a Jezero-Prisoje községhez tartozó településen 46 házat, 153 ortodox szerb és 82 muszlim lakost találtak.A monarchia szétesésével 1918-ben előbb a Szerb-Horvát-Szlovén Királyság, majd 1929-től a Jugoszláv Királyság része. Jugoszlávia megszállása után a falu a Független Horvát Állam (NDH) része lett. 1945-től a település a szocialista Jugoszlávia része volt. A településen az 1991-es népszámlálás adatai szerint 92-en éltek. A Bosznia-Hercegovinában zajló polgárháború idején a falu a Boszniai Szerb Köztársaság része volt. A háború előtt Jajca községhez tartozott. A háború végén, 1995-ben a Horvát Köztársaság fegyveres ereje szállta meg, lakossága nagyrészt elmenekült. A daytoni békeszerződés aláírása után a két entitás közötti demarkációs vonal elválasztotta Jajcától. A Szerb Köztársaság Nemzetgyűlésének 1996. júniusi határozatával megalapították Jezero községet, melynek a része lett.
A 90-es években, míg Bosznia-Hercegovinában sok hely szenvedett és pusztult, Đumezlije falu érintetlen maradt. Bár méretre kicsi, és csak húsz házzal rendelkezett, ez a falu mintája volt a bosnyákok és szerbek összefogásának, akik a legnehezebb időkben is védték és támogatták egymást. A különböző nemzetiségű helyiek vigyáztak egymásra, és épségben tartották otthonaikat annak ellenére, hogy hadseregek jöttek-mentek a környéken. Az együttélés és a szolidaritás eme példája ma sem veszített hitelességéből.